# Possession d'état en droit belge
Pour un article plus général, voir Possession d'état.
 (février 2023).
En droit belge, la possession d’état est la situation apparente d’une personne, dont le comportement, la réputation et la façon dont elle est nommée attestent de composantes de son état civil, comme d’un lien filial, d’une relation matrimoniale, de sa nationalité ou de son sexe.
Le droit de la filiation en Belgique est fondé sur le Code civil belge, issu du Code civil des Français de 1804, et modifié principalement par les deux importantes réformes de la filiation accomplies par la loi du 27 mai 1987 et la loi du 1er juillet 2006. Ainsi, le Code civil belge utilise, en matière de filiation, la possession d’état à des fins très similaires au droit français : un rôle probatoire, une exception d’irrecevabilité et un effet suspensif d’un délai de prescription. 
À la différence du Code civil français, l’énoncé du Code civil belge a conservé l’ordre originel de 1804 des trois éléments constitutifs (nomen, tractatus, fama) dans son article 331nonies :
« La possession d’état doit être continue.

Elle s’établit par des faits qui, ensemble ou séparément, indiquent le rapport de filiation.
Ces faits sont entre autres :
- que l’enfant a toujours porté le nom de celui dont on le dit issu ;
- que celui-ci l’a traité comme son enfant ;
- qu’il a, en qualité de père ou de mère, pourvu à son entretien et à son éducation ;
- que l’enfant l’a traité comme son père, sa mère ou sa coparente ;
- qu’il est reconnu comme son enfant par la famille et dans la société ;
- que l’autorité publique le considère comme tel. »

— Code civil belge, Article 331nonies
La loi du 5 mai 2014, entrée en vigueur le 1er janvier 2015, a explicitement inclus la coparente dans la possession d’état.

## Preuve du lien de filiation
La possession d’état est un mode subsidiaire de preuve de la filiation :
« Les tribunaux de la famille statuent sur les conflits de filiation que la loi n’a pas réglés en déterminant par toutes voies de droit la filiation la plus vraisemblable.

Si les autres éléments de preuve sont insuffisants, la possession d’état sera prise en considération. »
— Code civil belge, Article 331septies

## Fin de non-recevoir des actions de contestation
La loi du 1er juillet 2006 avait fait de la possession d’état une fin de non-recevoir « absolue » aux actions de contestation des filiations conformes au titre, sans l’obligation d’une durée de cinq ans comme en droit français.
Toutefois, la Cour constitutionnelle a censuré à partir de 2011 le caractère « absolu » de la fin de non-recevoir, le déclarant contraire à la Constitution et à l’article 8 de la Convention européenne des droits de l’homme, ce qui, sans changer la loi, en change l’application jurisprudentielle : le tribunal doit apprécier au cas par cas, en fonction de l’intérêt supérieur de l’enfant, si l’exception d’irrecevabilité s’applique.
La juriste Nicole Gallus, analysant la jurisprudence de la Cour, a commenté :

« Nous ne pensons pas que cette voie soit respectueuse des droits de l’enfant à ne pas être arbitrairement privé du lien de parenté longtemps vécu et générateur de droits, dont le père légal ne devrait pas pouvoir se désengager unilatéralement, et nous préférons considérer que le véritable point central du débat tient à la définition précise de la possession d’état : celle-ci n’est pas une « apparence » — éventuellement trompeuse — de parenté, mais un réel engagement de parenté, ayant un contenu, une consistance et une persistance tels que l’intérêt de l’enfant s’oppose à toute rupture du lien créé, que ce soit à l’initiative d’un tiers ou sur décision unilatérale de celui qui a créé la possession d’état. »

— Nicole Gallus, Filiation

## Effet suspensif du délai de prescription
En droit belge, les actions en recherche de maternité et de paternité ont un délai de prescription trentenaire. La possession d’état suspend ce délai :
« Lorsque la loi ne prévoit pas un délai plus court, les actions relatives à la filiation se prescrivent par trente ans à compter du jour où la possession d’état a pris fin ou, à défaut de possession d’état, à partir de la naissance, ou à compter du jour où l’enfant a commencé à jouir d’une possession d’état conforme à l’état qui lui est contesté »
— Code civil belge, Article 331ter